# Водна помпа
Водната помпа (водоструйната помпа) е устройство за създаване на вакуум с помощта на течаща вода. Смята се, че е изобретена от немския химик Роберт Бунзен. Принципът на действие е описан с ефекта на Вентури, а най-голямо приложение намира в химическата лаборатория за създаване на вакуум при филтриране на суспензии или отделяне на утайки от разтвори. Минималното теоретично налягане, което може да бъде постигнато с водна помпа е 6 mbar при 0 °C. Въпреки своята проста конструкция и ниска себестойност водната помпа намира все по-ограничено приложение, поради големия разход на (питейна) вода както и на замърсяването на използваната вода с летливи органични съединения (ЛОС).
- Водна помпа (принципна схема)
- Водна помпа (лабораторна, от пластмаса, монтира се директно на водопроводния кран)